# سير (آلات)

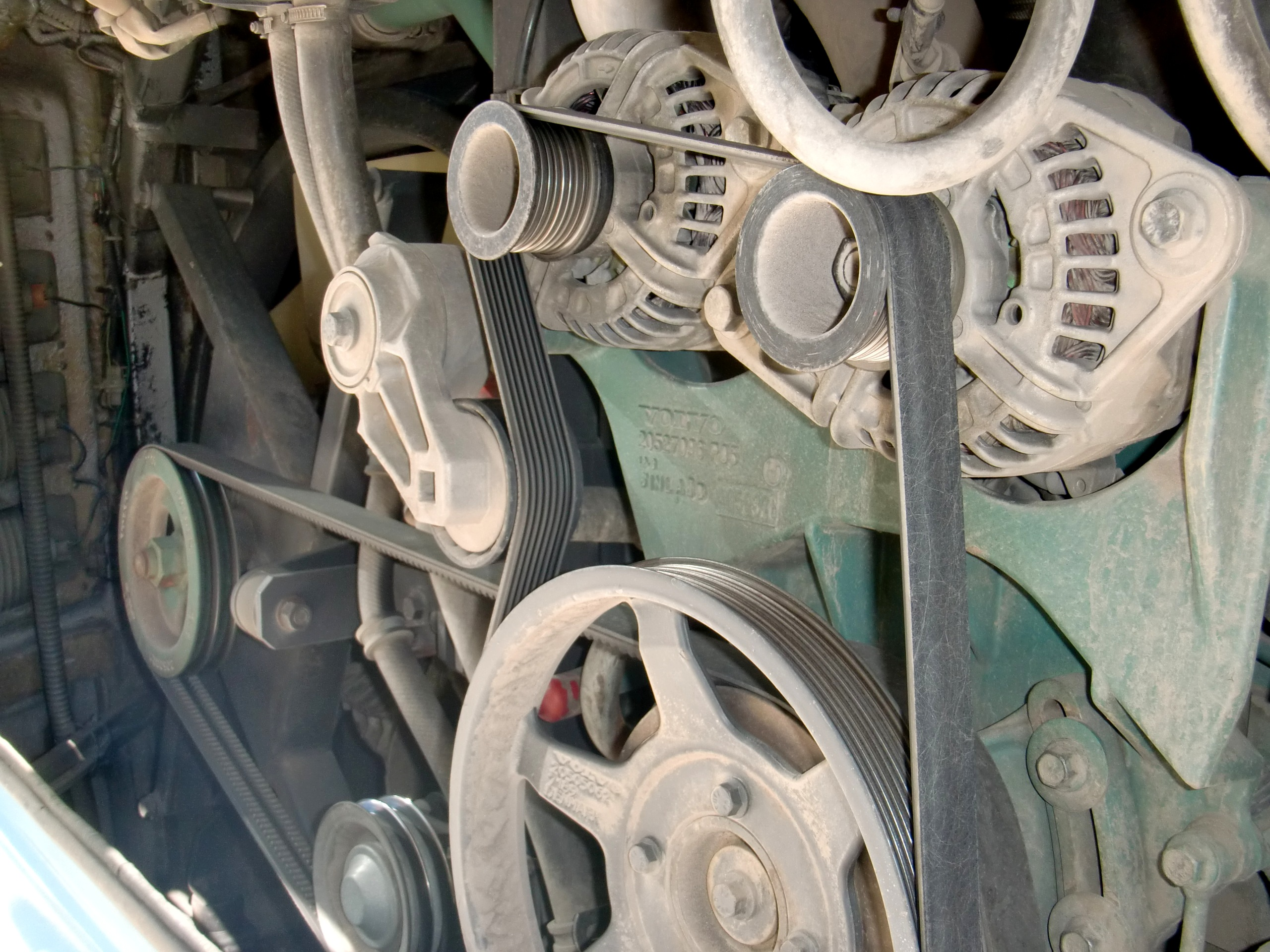
حزام منظومة دفع.

سَّيْر (الجمع: سُيُور، أَسْيَار، سُيُورَة) أو حزام (الجمع: أَحْزِمَة) هو حلقة من مادة مرنة تستخدم لربط اثنين أو أكثر من البكرات الدائرية. ويمكن استخدام الاحزمة لتكون مصدر لحركة ونقل الطاقة بكفاءة، حيث تلتف الأحزمة على البكرات. ويعتبر نظام البكرة والحزام ذو كفائة عالية لنقل الطاقة، أو السرعة عبر المحاور، وإن كانت البكرات ذات أحجام وأقطار مختلفة، فإن الحزام يعتبر مربح ميكانيكي واقل تعقيد.
حزام محرك الأقراص أو البكرات، يعتبر تصميم بسيط وغير مكلف. وأيضًا يساعد على حماية الآلات من الحمل الزائد ووالتاكل، ويقلل من الضوضاء والاهتزاز. ومعظم الاحزمة لا تحتاج إلى تشحيم وتحتاج إلى الحد الأدنى من الصيانة.

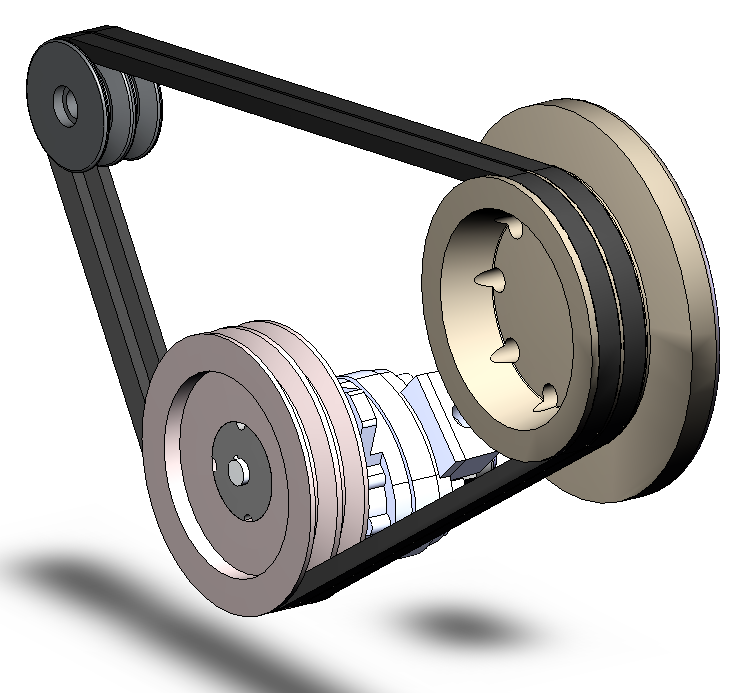
احزمة مخروطية.

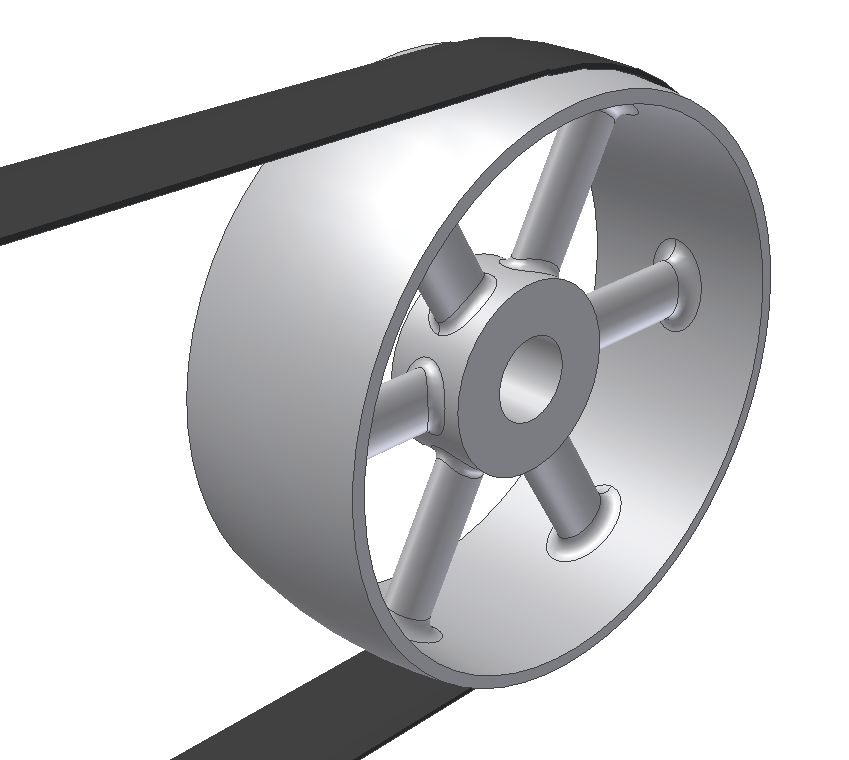
حزام مسطح.

## نقل الطاقة
تعتبر الأحزمة من الأدوات الرخيصة الطاقة وخاصة لنقل الطاقة المحتاجة بين البكرات التي قد لا تكون متقاربة.
وأعرب عن السلطة تنتقل بين حزام وبكرة لبوصفها نتاجا لاختلاف سرعة التوتر وحزام.

## الاستخدامات
استخدمت الاحزمة في وقت مبكر من لنقل الطاقة في المصانع. وكذلك استخدمت أيضا في عدد لا يحصى من الزراعة، التعدين، وقطع الأشجار، مناشر، في مراوح الصوامع، مضخات (ل آبار والألغام، أو المستنقعات الحقول الزراعية)، والمولدات الكهربائية.

## الأنواع
أنواع الاحزمة في الطاقة:
حزام مسطح : هو نظام بسيط لنقل الطاقة الكهربائية. ينقل الطاقة بسرعات عالية وبقوة (500 حصان إلى 10,000 قدم / بالدقيقة)، في حالات الأحزمة والبكرات واسعة كبيرة. هذه الأقراص هي ضخمة، مما يتطلب الضغط العالي مما يؤدي إلى أحمال عالية، لذلك تستخدم الأحزمة المخروطية بدلا من المسطحة.
أحزمة الجولة : هي حزام دائري المقطع عرضي. مصممة لتعمل في بكرات اخدودية الجلد، انضم إما عن طريق لصقها أو المعادن الأساسية، إلى تأثير كبير.
حزام مخروطيويسمى أيضا بحبل الاسفين
حزام ناقل للبكرة : القدرة علي هيكل من الصلب والبليت أو حالة خشبية
حزام مضلع: هو حزام ينقل الطاقة الكهربائية، يتميز بطول الأخاديد. يعمل على الاتصال بين الأضلاع الأخاديد في البكرة.
حزام سينمائي: هو حزام رقيق جدا سماكته بين (0,5 حتي 15 ملليمتر أو ميكرومتر 100-4000) وهو عبارة عن شريط من المطاط أو البلاستيك. يستعمل لنقل طاقة منخفضة (10 كيلوواط أو 7حصان).
سير المزامنة: حزام له اسنان، يستعمل حزام التوقيت الأوتوماتيكي داخل محرك أوتوماتيكي، أما الأسنان فهي تمكن الحزام من نقل الطاقة القصوى. هناك قرطاس واحد من القماش على سطح الأسنان، مما يزيد من القوة المضادة للكشط لحزام التوقيت.يقوم المحرك الأوتوماتيكي من خفض الضجيج عند التشغيل، كما أن سلاسة الأسنان والإتصال المباشر لسطح الأسنان مع أخاديد البكرة، تمكن الحزام من الاشتغال بصمت، وحتى في سرعة عالية. إضافة إلى أن مواد حزام التوقيت الأوتوماتيكي يحافظ على انخفاض الضجيج مما يجعل المحرك يشتغل بثبات مع ضجيج أقل. استعمال مواد كيميائية خاصة يجعل من حزام التوقيت الأوتوماتيكي مقاوم للسخونة والزيت، مضاد للحرارة المرتفعة والانكواء الكيميائي.
حزام الاحتكاك تعتمد على الاحتكاك ببنقل الطاقة، ولكن إذا كان الاحتكاك مفرط، سيكون هناك هدر لللطاقة وارتداء سريع للحزام.

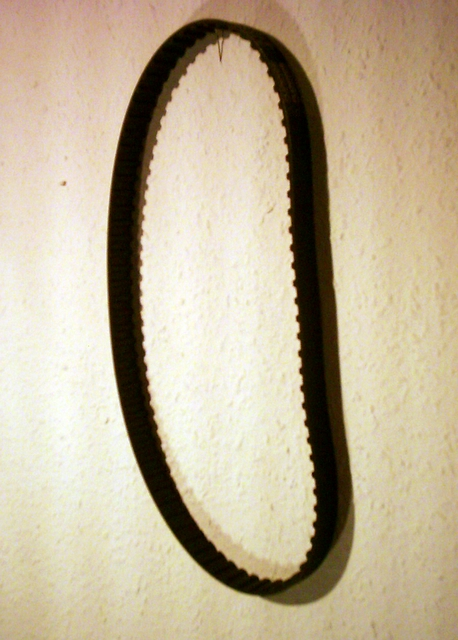
حزام التوقيت.